# Детешень
Детешень, Детешені (рум. Dătășeni) — село у повіті Муреш в Румунії. Входить до складу комуни Куч.
Село розташоване на відстані 271 км на північний захід від Бухареста, 30 км на захід від Тиргу-Муреша, 55 км на південний схід від Клуж-Напоки, 143 км на північний захід від Брашова.

## Населення
За даними перепису населення 2002 року у селі проживали 427 осіб. Рідною мовою 426 осіб (99,8%) назвали румунську.
Національний склад населення села:
| Національність | Кількість осіб | Відсоток |
| -------------- | -------------- | -------- |
| румуни         | 413            | 96,7%    |
| цигани         | 12             | 2,8%     |